# Curvitibia curima
Curvitibia
Genre
Espèce
Curvitibia curima, unique représentant du genre Curvitibia, est une espèce fossile d'araignées aranéomorphes de la famille des Zarqaraneidae.

## Distribution
Cette espèce a été découverte dans de l'ambre de Birmanie. Elle date du Crétacé.

## Description
Le mâle holotype mesure 1,2 mm.

## Liste des genres de la famille Zarqaraneidae
Selon The World Spider Catalog 19.5 :
- † Alteraraneus Wunderlich, 2018
- † Burmaforceps Wunderlich, 2018
- † Converszarqaraneus Wunderlich, 2018
- † Cornicaraneus Wunderlich, 2018
- † Crassitibia Wunderlich, 2015
- † Curvitibia Wunderlich, 2015
- † Groehnianus Wunderlich, 2015
- † Hypotheridiosoma Wunderlich, 2012
- † Microproxiaraneus Wunderlich, 2018
- † Parvispina Wunderlich, 2015
- † Paurospina Wunderlich, 2018
- † Proxiaraneus Wunderlich, 2018
- † Ramozarqaraneus Wunderlich, 2018
- † Spinicymbium Wunderlich, 2018
- † Zarqaraneus Wunderlich, 2008

## Publication originale
- Wunderlich, 2015 : On the evolution and the classification of spiders, the Mesozoic spider faunas, and descriptions of new Cretaceous taxa mainly in amber from Burmese (Burma) (Arachnida: Araneae). Beiträge zur Araneologie, vol. 9, p. 21–408 (en).